# Lovro Šprem
Lovro Šprem (Zagreb, 26. siječnja 1990.), hrvatski rukometaš.
Počeo se baviti rukometom u RK Medveščaku 1997., a 2010. prešao je u Sisciju. Član RK Zagreba od 2011. Za seniorsku reprezentaciju Hrvatske nastupa od SP 2013.
S mladom reprezentacijom 2009. osvojio je zlato na svjetskom prvenstvu.  Hrvatska mlada reprezentacija za taj uspjeh dobila je Nagradu Dražen Petrović.
Mlađi je brat trofejnog hrvatskog rukometaša Gorana Šprema.

## Vanjske poveznice
- Profil na stranicama EHF
- Profil na stranicama RK Zagreba

## Sastavi
| Sastav hrvatske rukometne reprezentacije na SP u Španjolskoj 2013. (3. mjesto) | Sastav hrvatske rukometne reprezentacije na SP u Španjolskoj 2013. (3. mjesto) | Sastav hrvatske rukometne reprezentacije na SP u Španjolskoj 2013. (3. mjesto) |
| --- | ------------------------------------------------------------------------------ | ------------------------------------------------------------------------------ |
| |                                                                                |                                                                                |
| 25 Mirko Alilović \| 20 Damir Bičanić \| 27 Ivan Čupić \| 5 Domagoj Duvnjak \| 10 Jakov Gojun \| 13 Zlatko Horvat \| 16 Filip Ivić \| 8 Marko Kopljar \| 6 Blaženko Lacković \| 23 Stipe Mandalinić \| 3 Marino Marić \| 28 Željko Musa \| 29 Ivan Ninčević \| 7 Luka Stepančić \| 17 Lovro Šprem \| 26 Manuel Štrlek \| Kapetan: 9 Igor Vori \| 14 Drago Vuković \| Izbornik: Slavko Goluža |                                                                                |                                                                                |

| Sastav hrvatske rukometne reprezentacije na SP u Španjolskoj 2013. (3. mjesto) | Sastav hrvatske rukometne reprezentacije na SP u Španjolskoj 2013. (3. mjesto) | Sastav hrvatske rukometne reprezentacije na SP u Španjolskoj 2013. (3. mjesto) |
| --- | ------------------------------------------------------------------------------ | ------------------------------------------------------------------------------ |
| |                                                                                |                                                                                |
| 25 Mirko Alilović \| 20 Damir Bičanić \| 27 Ivan Čupić \| 5 Domagoj Duvnjak \| 10 Jakov Gojun \| 13 Zlatko Horvat \| 16 Filip Ivić \| 8 Marko Kopljar \| 6 Blaženko Lacković \| 23 Stipe Mandalinić \| 3 Marino Marić \| 28 Željko Musa \| 29 Ivan Ninčević \| 7 Luka Stepančić \| 17 Lovro Šprem \| 26 Manuel Štrlek \| Kapetan: 9 Igor Vori \| 14 Drago Vuković \| Izbornik: Slavko Goluža |                                                                                |                                                                                |

| Sastav hrvatske rukometne reprezentacije do 19 godina na SP u Tunisu 2009. (1. mjesto) | Sastav hrvatske rukometne reprezentacije do 19 godina na SP u Tunisu 2009. (1. mjesto) | Sastav hrvatske rukometne reprezentacije do 19 godina na SP u Tunisu 2009. (1. mjesto) |
| --- | -------------------------------------------------------------------------------------- | -------------------------------------------------------------------------------------- |
| |                                                                                        |                                                                                        |
| 1 – Alen Grd \| 2 – Damir Vučko \| 4 – Luka Sokolić \| 5 – Krešimir Ledinski \| 6 – Ivan Belfinger \| 7 – Dario Černeka \| 8 – Marino Marić \| 9 – Vedran Huđ \| 10 – Robert Markotić \| 12 – Ante Vukas \| 13 – Krešimir Kozina \| 14 – Luka Stepančić \| 16 – Josip Pivac \| 17 – Lovro Šprem \| 19 – Nikola Špelić \| 20 – Ivan Slišković \| Izbornik: Vladimir Canjuga |                                                                                        |                                                                                        |

| Sastav hrvatske rukometne reprezentacije do 19 godina na SP u Tunisu 2009. (1. mjesto) | Sastav hrvatske rukometne reprezentacije do 19 godina na SP u Tunisu 2009. (1. mjesto) | Sastav hrvatske rukometne reprezentacije do 19 godina na SP u Tunisu 2009. (1. mjesto) |
| --- | -------------------------------------------------------------------------------------- | -------------------------------------------------------------------------------------- |
| |                                                                                        |                                                                                        |
| 1 – Alen Grd \| 2 – Damir Vučko \| 4 – Luka Sokolić \| 5 – Krešimir Ledinski \| 6 – Ivan Belfinger \| 7 – Dario Černeka \| 8 – Marino Marić \| 9 – Vedran Huđ \| 10 – Robert Markotić \| 12 – Ante Vukas \| 13 – Krešimir Kozina \| 14 – Luka Stepančić \| 16 – Josip Pivac \| 17 – Lovro Šprem \| 19 – Nikola Špelić \| 20 – Ivan Slišković \| Izbornik: Vladimir Canjuga |                                                                                        |                                                                                        |

| Sastav hrvatske rukometne reprezentacije na SP u Španjolskoj 2013. (3. mjesto) | Sastav hrvatske rukometne reprezentacije na SP u Španjolskoj 2013. (3. mjesto) | Sastav hrvatske rukometne reprezentacije na SP u Španjolskoj 2013. (3. mjesto) |
| --- | ------------------------------------------------------------------------------ | ------------------------------------------------------------------------------ |
| |                                                                                |                                                                                |
| 25 Mirko Alilović \| 20 Damir Bičanić \| 27 Ivan Čupić \| 5 Domagoj Duvnjak \| 10 Jakov Gojun \| 13 Zlatko Horvat \| 16 Filip Ivić \| 8 Marko Kopljar \| 6 Blaženko Lacković \| 23 Stipe Mandalinić \| 3 Marino Marić \| 28 Željko Musa \| 29 Ivan Ninčević \| 7 Luka Stepančić \| 17 Lovro Šprem \| 26 Manuel Štrlek \| Kapetan: 9 Igor Vori \| 14 Drago Vuković \| Izbornik: Slavko Goluža |                                                                                |                                                                                |

| Sastav hrvatske rukometne reprezentacije na SP u Španjolskoj 2013. (3. mjesto) | Sastav hrvatske rukometne reprezentacije na SP u Španjolskoj 2013. (3. mjesto) | Sastav hrvatske rukometne reprezentacije na SP u Španjolskoj 2013. (3. mjesto) |
| --- | ------------------------------------------------------------------------------ | ------------------------------------------------------------------------------ |
| |                                                                                |                                                                                |
| 25 Mirko Alilović \| 20 Damir Bičanić \| 27 Ivan Čupić \| 5 Domagoj Duvnjak \| 10 Jakov Gojun \| 13 Zlatko Horvat \| 16 Filip Ivić \| 8 Marko Kopljar \| 6 Blaženko Lacković \| 23 Stipe Mandalinić \| 3 Marino Marić \| 28 Željko Musa \| 29 Ivan Ninčević \| 7 Luka Stepančić \| 17 Lovro Šprem \| 26 Manuel Štrlek \| Kapetan: 9 Igor Vori \| 14 Drago Vuković \| Izbornik: Slavko Goluža |                                                                                |                                                                                |

| Sastav hrvatske rukometne reprezentacije do 19 godina na SP u Tunisu 2009. (1. mjesto) | Sastav hrvatske rukometne reprezentacije do 19 godina na SP u Tunisu 2009. (1. mjesto) | Sastav hrvatske rukometne reprezentacije do 19 godina na SP u Tunisu 2009. (1. mjesto) |
| --- | -------------------------------------------------------------------------------------- | -------------------------------------------------------------------------------------- |
| |                                                                                        |                                                                                        |
| 1 – Alen Grd \| 2 – Damir Vučko \| 4 – Luka Sokolić \| 5 – Krešimir Ledinski \| 6 – Ivan Belfinger \| 7 – Dario Černeka \| 8 – Marino Marić \| 9 – Vedran Huđ \| 10 – Robert Markotić \| 12 – Ante Vukas \| 13 – Krešimir Kozina \| 14 – Luka Stepančić \| 16 – Josip Pivac \| 17 – Lovro Šprem \| 19 – Nikola Špelić \| 20 – Ivan Slišković \| Izbornik: Vladimir Canjuga |                                                                                        |                                                                                        |

| Sastav hrvatske rukometne reprezentacije do 19 godina na SP u Tunisu 2009. (1. mjesto) | Sastav hrvatske rukometne reprezentacije do 19 godina na SP u Tunisu 2009. (1. mjesto) | Sastav hrvatske rukometne reprezentacije do 19 godina na SP u Tunisu 2009. (1. mjesto) |
| --- | -------------------------------------------------------------------------------------- | -------------------------------------------------------------------------------------- |
| |                                                                                        |                                                                                        |
| 1 – Alen Grd \| 2 – Damir Vučko \| 4 – Luka Sokolić \| 5 – Krešimir Ledinski \| 6 – Ivan Belfinger \| 7 – Dario Černeka \| 8 – Marino Marić \| 9 – Vedran Huđ \| 10 – Robert Markotić \| 12 – Ante Vukas \| 13 – Krešimir Kozina \| 14 – Luka Stepančić \| 16 – Josip Pivac \| 17 – Lovro Šprem \| 19 – Nikola Špelić \| 20 – Ivan Slišković \| Izbornik: Vladimir Canjuga |                                                                                        |                                                                                        |

| Sastav hrvatske rukometne reprezentacije na SP u Španjolskoj 2013. (3. mjesto) | Sastav hrvatske rukometne reprezentacije na SP u Španjolskoj 2013. (3. mjesto) | Sastav hrvatske rukometne reprezentacije na SP u Španjolskoj 2013. (3. mjesto) |
| --- | ------------------------------------------------------------------------------ | ------------------------------------------------------------------------------ |
| |                                                                                |                                                                                |
| 25 Mirko Alilović \| 20 Damir Bičanić \| 27 Ivan Čupić \| 5 Domagoj Duvnjak \| 10 Jakov Gojun \| 13 Zlatko Horvat \| 16 Filip Ivić \| 8 Marko Kopljar \| 6 Blaženko Lacković \| 23 Stipe Mandalinić \| 3 Marino Marić \| 28 Željko Musa \| 29 Ivan Ninčević \| 7 Luka Stepančić \| 17 Lovro Šprem \| 26 Manuel Štrlek \| Kapetan: 9 Igor Vori \| 14 Drago Vuković \| Izbornik: Slavko Goluža |                                                                                |                                                                                |

| Sastav hrvatske rukometne reprezentacije na SP u Španjolskoj 2013. (3. mjesto) | Sastav hrvatske rukometne reprezentacije na SP u Španjolskoj 2013. (3. mjesto) | Sastav hrvatske rukometne reprezentacije na SP u Španjolskoj 2013. (3. mjesto) |
| --- | ------------------------------------------------------------------------------ | ------------------------------------------------------------------------------ |
| |                                                                                |                                                                                |
| 25 Mirko Alilović \| 20 Damir Bičanić \| 27 Ivan Čupić \| 5 Domagoj Duvnjak \| 10 Jakov Gojun \| 13 Zlatko Horvat \| 16 Filip Ivić \| 8 Marko Kopljar \| 6 Blaženko Lacković \| 23 Stipe Mandalinić \| 3 Marino Marić \| 28 Željko Musa \| 29 Ivan Ninčević \| 7 Luka Stepančić \| 17 Lovro Šprem \| 26 Manuel Štrlek \| Kapetan: 9 Igor Vori \| 14 Drago Vuković \| Izbornik: Slavko Goluža |                                                                                |                                                                                |

| Sastav hrvatske rukometne reprezentacije do 19 godina na SP u Tunisu 2009. (1. mjesto) | Sastav hrvatske rukometne reprezentacije do 19 godina na SP u Tunisu 2009. (1. mjesto) | Sastav hrvatske rukometne reprezentacije do 19 godina na SP u Tunisu 2009. (1. mjesto) |
| --- | -------------------------------------------------------------------------------------- | -------------------------------------------------------------------------------------- |
| |                                                                                        |                                                                                        |
| 1 – Alen Grd \| 2 – Damir Vučko \| 4 – Luka Sokolić \| 5 – Krešimir Ledinski \| 6 – Ivan Belfinger \| 7 – Dario Černeka \| 8 – Marino Marić \| 9 – Vedran Huđ \| 10 – Robert Markotić \| 12 – Ante Vukas \| 13 – Krešimir Kozina \| 14 – Luka Stepančić \| 16 – Josip Pivac \| 17 – Lovro Šprem \| 19 – Nikola Špelić \| 20 – Ivan Slišković \| Izbornik: Vladimir Canjuga |                                                                                        |                                                                                        |

| Sastav hrvatske rukometne reprezentacije do 19 godina na SP u Tunisu 2009. (1. mjesto) | Sastav hrvatske rukometne reprezentacije do 19 godina na SP u Tunisu 2009. (1. mjesto) | Sastav hrvatske rukometne reprezentacije do 19 godina na SP u Tunisu 2009. (1. mjesto) |
| --- | -------------------------------------------------------------------------------------- | -------------------------------------------------------------------------------------- |
| |                                                                                        |                                                                                        |
| 1 – Alen Grd \| 2 – Damir Vučko \| 4 – Luka Sokolić \| 5 – Krešimir Ledinski \| 6 – Ivan Belfinger \| 7 – Dario Černeka \| 8 – Marino Marić \| 9 – Vedran Huđ \| 10 – Robert Markotić \| 12 – Ante Vukas \| 13 – Krešimir Kozina \| 14 – Luka Stepančić \| 16 – Josip Pivac \| 17 – Lovro Šprem \| 19 – Nikola Špelić \| 20 – Ivan Slišković \| Izbornik: Vladimir Canjuga |                                                                                        |                                                                                        |

| Sastav hrvatske rukometne reprezentacije na SP u Španjolskoj 2013. (3. mjesto) | Sastav hrvatske rukometne reprezentacije na SP u Španjolskoj 2013. (3. mjesto) | Sastav hrvatske rukometne reprezentacije na SP u Španjolskoj 2013. (3. mjesto) |
| --- | ------------------------------------------------------------------------------ | ------------------------------------------------------------------------------ |
| |                                                                                |                                                                                |
| 25 Mirko Alilović \| 20 Damir Bičanić \| 27 Ivan Čupić \| 5 Domagoj Duvnjak \| 10 Jakov Gojun \| 13 Zlatko Horvat \| 16 Filip Ivić \| 8 Marko Kopljar \| 6 Blaženko Lacković \| 23 Stipe Mandalinić \| 3 Marino Marić \| 28 Željko Musa \| 29 Ivan Ninčević \| 7 Luka Stepančić \| 17 Lovro Šprem \| 26 Manuel Štrlek \| Kapetan: 9 Igor Vori \| 14 Drago Vuković \| Izbornik: Slavko Goluža |                                                                                |                                                                                |

| Sastav hrvatske rukometne reprezentacije na SP u Španjolskoj 2013. (3. mjesto) | Sastav hrvatske rukometne reprezentacije na SP u Španjolskoj 2013. (3. mjesto) | Sastav hrvatske rukometne reprezentacije na SP u Španjolskoj 2013. (3. mjesto) |
| --- | ------------------------------------------------------------------------------ | ------------------------------------------------------------------------------ |
| |                                                                                |                                                                                |
| 25 Mirko Alilović \| 20 Damir Bičanić \| 27 Ivan Čupić \| 5 Domagoj Duvnjak \| 10 Jakov Gojun \| 13 Zlatko Horvat \| 16 Filip Ivić \| 8 Marko Kopljar \| 6 Blaženko Lacković \| 23 Stipe Mandalinić \| 3 Marino Marić \| 28 Željko Musa \| 29 Ivan Ninčević \| 7 Luka Stepančić \| 17 Lovro Šprem \| 26 Manuel Štrlek \| Kapetan: 9 Igor Vori \| 14 Drago Vuković \| Izbornik: Slavko Goluža |                                                                                |                                                                                |

| Sastav hrvatske rukometne reprezentacije do 19 godina na SP u Tunisu 2009. (1. mjesto) | Sastav hrvatske rukometne reprezentacije do 19 godina na SP u Tunisu 2009. (1. mjesto) | Sastav hrvatske rukometne reprezentacije do 19 godina na SP u Tunisu 2009. (1. mjesto) |
| --- | -------------------------------------------------------------------------------------- | -------------------------------------------------------------------------------------- |
| |                                                                                        |                                                                                        |
| 1 – Alen Grd \| 2 – Damir Vučko \| 4 – Luka Sokolić \| 5 – Krešimir Ledinski \| 6 – Ivan Belfinger \| 7 – Dario Černeka \| 8 – Marino Marić \| 9 – Vedran Huđ \| 10 – Robert Markotić \| 12 – Ante Vukas \| 13 – Krešimir Kozina \| 14 – Luka Stepančić \| 16 – Josip Pivac \| 17 – Lovro Šprem \| 19 – Nikola Špelić \| 20 – Ivan Slišković \| Izbornik: Vladimir Canjuga |                                                                                        |                                                                                        |

| Sastav hrvatske rukometne reprezentacije do 19 godina na SP u Tunisu 2009. (1. mjesto) | Sastav hrvatske rukometne reprezentacije do 19 godina na SP u Tunisu 2009. (1. mjesto) | Sastav hrvatske rukometne reprezentacije do 19 godina na SP u Tunisu 2009. (1. mjesto) |
| --- | -------------------------------------------------------------------------------------- | -------------------------------------------------------------------------------------- |
| |                                                                                        |                                                                                        |
| 1 – Alen Grd \| 2 – Damir Vučko \| 4 – Luka Sokolić \| 5 – Krešimir Ledinski \| 6 – Ivan Belfinger \| 7 – Dario Černeka \| 8 – Marino Marić \| 9 – Vedran Huđ \| 10 – Robert Markotić \| 12 – Ante Vukas \| 13 – Krešimir Kozina \| 14 – Luka Stepančić \| 16 – Josip Pivac \| 17 – Lovro Šprem \| 19 – Nikola Špelić \| 20 – Ivan Slišković \| Izbornik: Vladimir Canjuga |                                                                                        |                                                                                        |